# 三氟氧化碘
三氟氧化碘是碘的一种氟氧化物，化学式 IOF3。

## 制备
三氟氧化碘可以由碘、氟气和少量氧气的反应，五氟化碘的部分水解或是五氟化碘与五氧化二碘反应而成。
I2 + O2 + 3 F2 → 2 IOF3
IF5 + H2O → IOF3 + 2HF
I2O5 + 3 IF5 → 5 IOF3

## 性质
三氟氧化碘是白色晶体。虽然人们之前认为它的结构为离子化合物[IO2]+[IF6]-，但之后的研究发现它其实以跷跷板形分子存在。

## 反应
三氟氧化碘在110°C下分解成碘酰氟和五氟化碘，不过反应可逆。
2 IOF3 ⇌ IO2F + IF5
它和五氟化溴反应，生成溴酰氟，而和氟离子受体IO2F3反应则会生成聚合物[IO2F4·IOF2]n。